# Tatyanoba
Tatyanoba är en ort i Azerbajdzjan.   Den ligger i distriktet Cəlilabad Rayonu, i den sydöstra delen av landet, 190 km sydväst om huvudstaden Baku. Tatyanoba ligger 57 meter över havet och antalet invånare är 1 463.
Terrängen runt Tatyanoba är platt åt nordost, men åt sydväst är den kuperad. Runt Tatyanoba är det ganska tätbefolkat, med 230 invånare per kvadratkilometer.. Närmaste större samhälle är Taza Alvady, 5,2 km norr om Tatyanoba.
Trakten runt Tatyanoba består till största delen av jordbruksmark.